# Sakina Karchaoui
Sakina Karchaoui (en árabe: سَكِينَة قَرْسَاوِيّ‎; Salon-de-Provence, Provenza-Alpes-Costa Azul, Francia; 26 de enero de 1996) es una futbolista franco-marroquí. Juega como defensa en el Paris Saint-Germain de la Division 1 Féminine. Karchaoui es internacional con Francia, con quien debutó en abril de 2016 y disputó los Juegos Olímpicos de Río de Janeiro 2016. Disputó la Copa Mundial Femenina de Fútbol Sub-20 de 2016 con la selección francesa, en la que resultó subcampeona. Disputó 1 juego de la Copa Mundial Femenina de Fútbol de 2019. Disputo la Eurocopa Femenina 2025 de la cual fue eliminada en cuartos de final

## Clubes
| Club                | País    | Año             |
| ------------------- | ------- | --------------- |
| Montpellier HSC     | Francia | 2012 - 2020     |
| Olympique de Lyon   | Francia | 2020 - 2021     |
| Paris Saint-Germain | Francia | 2021 - presente |

## Palmarés

### Distinciones individuales
| Distinción                | Evento | Año  |
| ------------------------- | ------ | ---- |
| Equipo Femenino del Mundo | IFFHS  | 2020 |